# Matrixorganisatie
Een matrixorganisatie is een organisatiestructuur, die vaak in grote organisaties wordt toegepast, waarbij de deelnemers aan meerdere personen rapporteren.
In een matrixorganisatie zitten vaak alle medewerkers die hetzelfde soort werk doen in één afdeling. Als voorbeeld, alle tekenaars maken deel uit van  de tekenkamer-unit en rapporteren aan het hoofd van deze afdeling. Dezelfde tekenaars zijn aan verschillende projectteams toegewezen en rapporteren ook aan de projectleiders.
De voordelen van een matrixorganisatie zijn:
- dat de deelnemers vrij eenvoudig kennis en vaardigheden van elkaar kunnen overnemen.
- dat het mogelijk is om in een bepaald vakgebied zich te specialiseren.
- dat het zeer eenvoudig is om bij een project in of uit te stappen.

De nadelen van een matrixorganisatie zijn:
- dat de deelnemers verward raken door conflicterende belangen. De functionele leidinggevenden hebben vaak andere prioriteiten en belangen dan de projectleiders.
- men is veel tijd kwijt aan het rapporteren naar boven toe.
- deze organisaties zijn moeilijk te managen
- politieke vaardigheden worden vaak meer gewaardeerd dan technische vaardigheden
- medewerkers worden vaak zwaarder belast